# Ботелер, Ральф, барон Садли
Ральф Ботелер (англ. Ralph Boteler; примерно 1394, замок Садли, Глостершир, Королевство Англия — 2 мая 1473) — английский аристократ, 6-й барон Садли первой креации с 1417 года, 1-й барон Садли второй креации с 1441 года. Кавалер ордена Подвязки, участник Столетней войны, лорд-казначей Англии в 1444—1447 годах.

## Биография
Ральф Ботелер принадлежал к младшей ветви старинного рода, представители которого владели землями в Шропшире и Уорикшире и заседали в парламенте как бароны Ботелер из Уэма. Отец Ральфа Томас Ботелер унаследовал от матери, Джоан Садли, владения в Глостершире с центром в замке Садли и права на титул барона Садли, созданный в 1299 году (впрочем, баронов Садли к тому времени уже не вызывали в парламент, так что титул существовал только de-jure).
Ральф родился примерно в 1389 году в семье Томаса Ботелера и Элис де Бошан, дочери сэра Джона де Бошана из Поуика. После смерти двух старших братьев (Джона и Уильяма) и отца он унаследовал семейные владения и претензии на титул. Между 1418 и 1435 годами Ботелер был посвящён в рыцари. Начиная по крайней мере с 1420 года он воевал на континенте, где король Генрих V наделил его владениями. В 1423 году сэр Ральф был капитаном крепости Арк, в 1435 году он занял почётную придворную должность главного виночерпия, в 1440 году стал кавалером ордена Подвязки. 10 сентября 1441 года король Генрих VI пожаловал Ботелеру титул барона Садли. В 1441—1447 годах сэр Ральф был лордом-камергером, в 1443—1446 — лордом-казначеем.
Ральф Ботелер был дважды женат: на Элизабет де Норбери и на Элис Дейнкур, дочери Джона Дейнкура, 4-го барона Дейнкура, и Джоан де Грей, вдове Уильяма Ловела, 7-го барона Ловела. В первом браке родился сын Томас, умерший при жизни отца, не позже 1468 года, и женатый на Элеоноре Толбот. Таким образом, сэр Ральф не оставил после себя потомства, так что его титул вернулся короне, а земли были разделены между сёстрами.